# Sabbio Chiese
Sabbio Chiese là một đô thị thuộc tỉnh Brescia trong vùng Lombardia ở Ý. Đô thị này có diện tích 18 km², dân số 3172 người.
Đô thị này có các làng sau: Clibbio, Pavone, Sabbio.
Đô thị này giáp với các đô thị sau: Barghe, Gavardo, Odolo, Preseglie, Provaglio Val Sabbia, Vallio Terme, Villanuova sul Clisi, Vobarno.